# Le Club métaphysique
Le Club métaphysique (en anglais The Metaphysical Club) est un club de discussion créé par le futur juge de la Cour suprême Oliver Wendell Holmes Jr., le philosophe et psychologue William James, et le philosophe Charles Sanders Peirce en janvier 1872 à Cambridge (Massachusetts). Il est dissous dès décembre 1872.
Peirce fonde un nouveau Club métaphysique en 1879 à son arrivée à l'université Johns-Hopkins. En dépit du nom, ces hommes rejettent la métaphysique européenne traditionnelle et veulent établir une métaphysique d'inspiration critique, pragmatique et positive. Selon Peirce, c'est au cours de discussion que le pragmatisme est né.

## Membres connus du club
- Chauncey Wright
- John Fiske
- Francis Ellingwood Abbot
- Nicholas St. John Green
- Joseph Bangs Warner
- Charles Sanders Peirce
- Henry James, écrivain, frère de William James.

## Louis Menand et le Club métaphysique
Le livre The Metaphysical Club de Louis Menand a obtenu en 2002 le Prix Pulitzer d'histoire. Même si l'auteur y aborde de nombreux thèmes comme, l'histoire américaine, les pionniers de l'éducation universitaire aux États-Unis ou la philosophie, il traite principalement du déclin de la métaphysique, remplacée aux États-Unis par le pragmatisme qui a été la force dominante qui a forgé la philosophie et les conceptions d'idées aux États-Unis. Le livre se compose de cinq chapitres dont quatre consacrés à Oliver Wendell Holmes, William James, Charles sanders Peirce et John Dewey qui bien que non-membre du club métaphysique est un des grands pragmatistes américains. Menand évoque également d'autres auteurs tels Ralph Waldo Emerson, Chauncey Wright et Louis Agassiz.
La façon dont Menand voit le pragmatisme a été critiqué par les philosophes Susan Haack, Paul Boghossian et Thomas L. Short.